# Anisa Guajardo
Anisa Guajardo, née le 10 mars 1991 à Fresno, est une footballeuse internationale mexicaine évoluant au poste d'attaquant.

## Biographie
Avec l'équipe du Mexique, elle participe à la Coupe du monde féminine 2015 organisée au Canada. Lors de ce mondial, elle doit se contenter du banc des remplaçantes et ne joue pas la moindre minute.